# الکساندراو، بخش املاوا
الکساندراو، بخش املاوا (به لاتین: Aleksandrowo, Mława County) یک منطقهٔ مسکونی در لهستان است که در Gmina Strzegowo واقع شده‌است.

## خصوصیات
الکساندراو ۱۵ نفر جمعیت دارد.